# Нюйва
Нюйва (кит. трад. 女媧, спр. 女娲, піньїнь Nǚwā), також Нюйгуа, — китайська легендарна правителька (Ва Хуан, кит.: 媧皇 — «Імператриця Ва»). У давньокитайській міфології вона також архаїчне жіноче божество у вигляді жінки-змії, творчиня світу, людей, винахідниця шлюбу, вина та різних корисних речей. Відома за міфом про полагодження світу, коли він порушився внаслідок суперечки богів.

## Етимологія
Елемент «нюй» (кит.: 女) значить «жінка», поширений в іменах китайських жіночих божеств; елемент «ва» погано піддається дешифруванню. Американський синолог Е. Шефер гіпотетично тлумачить «ва» як «жаба», вважаючи, що спочатку Нюйва могла шануватися як дух дощових калюж, що представляється у вигляді мокрих створінь.
Китайський учений Вень Ідо (кит. 聞一多, пін. Wén Yìduō) визначав ім'я Нюйва як жіночу іпостась гарбуза-горлянки, що пов'язується з широко поширеними у народів Східної та Південно-Східної Азії міфами про чудесне народження першопредків із гарбуза.
Проте в поемі «Тянь вень» (кит. трад. 天問, спр. 天问, піньїнь Tiānwèn, «Питання до Неба») Цюй Юаня, де вперше згадується Нюйва, і в більш пізніх пам'ятках відсутні відомості, що підтверджують обидві гіпотези.

## Вигляд

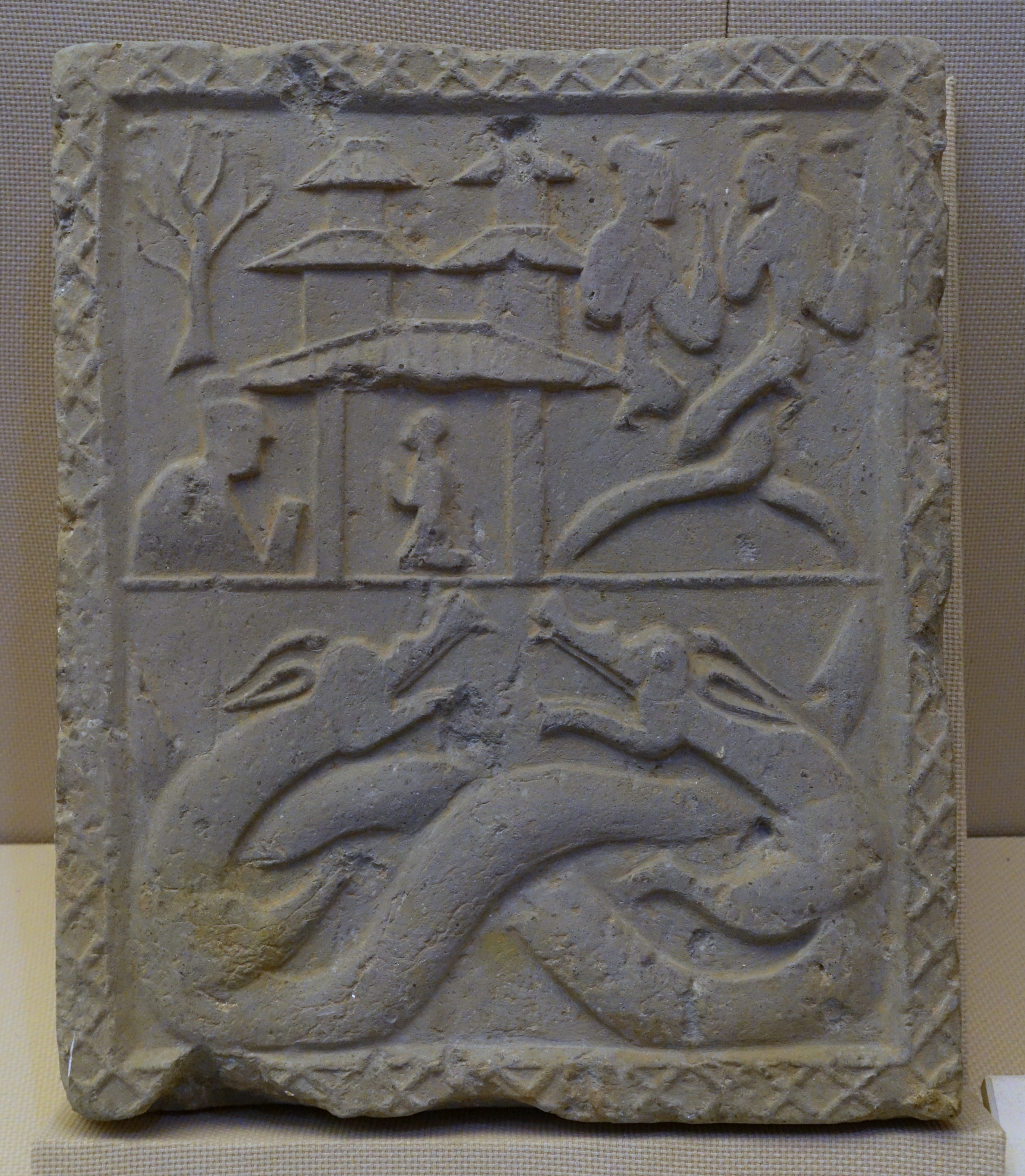
Рельєф з гробниці династії Хань, I—III ст. н. е. (Фу-сі та Нюйва у правому верхньому куті)

У всіх пам'ятках межі нашої ери, а також в образотворчому мистецтві Нюйва має вигляд напівжінки-напівзмії (в деяких описах у неї ще є голова бика).
Атрибутом Нюйва на стародавніх рельєфах є або тростинний губний органчик — шен, винаходження якого їй приписується, або кутник — символ квадрата, тобто землі, а також диск Місяця в руках — символ жіночого начала — інь.
На рельєфах кам'яної цегли періоду Хань (206 р. до н. е. — 220 р. н. е.) верхня половина її тіла зображена людською, а нижня — зміїною (без ніг) чи драконячою (з ногами). Вона носить одяг і капелюх. Її регулярно зображують разом із божеством-творцем Фу-сі схожого вигляду; їхні хвости переплетені.
З'єднання Фу-сі і Нюйва в подружню пару відбулося відносно пізно (можливо до межі н. е.), але тільки у IX ст. у поета Лу Туна Нюйва названа дружиною Фу-сі.

## Міфологічна роль
Спочатку Нюйва шанувалася як прародителька племен ся (у середній течії Хуанхе), в основі її культу лежить культ змії, пов'язаний з культом матері-прародительки. Найдавніші вірування ставили її вище за Трьох правителів, але з часом вона входила до їх складу, і зрештою стояла нижче за них. Про неї згадують вже такі давні писемні джерела, як «Каталог гір і морів» (IV—III ст. до н. е.), хоча детальні міфи та легенди записані пізніше, починаючи з II ст. н. е..
Їй приписується створення «сімдесяти речей щодня» шляхом перетворення на них. Це почасти узгоджується з міфом про появу всіх речей з частин тіла першобожества (див. Пань-гу). Тобто, спершу не існувало нічого, крім Нюйви. Богиня, проте, відчувала, що в світі чогось бракує, але не розуміла чого. Якось, побачивши власне відображення у воді, вона усвідомила, що те, чого бракує — це люди. Нюйва виліпила їх із глини та придумала шлюб, аби людський рід продовжувався самостійно. За іншою версією вона втомилася ліпити, тому потім робила людей інакше: вмочувала мотузку в глину та розбризкувала її; бризки глини стали людьми.
Інші міфи стверджують, що Нюйва та її брат Фу-сі з'явилися вже після появи світу. За династії Цін писали, що жінка на ім'я Хуася (уособлення китайського народу) побачила слід бога грому Лей Цзе та з цікавості наступила на нього, щоб порівняти розміри. Від цього сліду вона завагітніла та народила Нюйву і Фу-сі. Нюйва одружилася зі своїм братом Фу-сі, щоб започаткувати людство за ідеєю Жовтого імператора, але соромилася вчиненого інцесту. Згідно з «Описом неповторного і дивного» Лі Жуна, брат привів Нюйву на вершину гори Куньлунь і вимовив заклинання: «Якщо небу завгодно, щоб ми одружилися, нехай дим спрямується стовпом вгору; якщо ні, — нехай дим розсіється». Дим піднявся стовпом, Нюйва погодилася зійтися з братом, але сховала своє обличчя за віялом із трави.
Створивши людей, вона побачила як вони важко працюють. Щоб зробити їхнє життя радіснішим, Нюйва винайшла музичні інструменти та вино. Аби люди розмножувалися швидше, вона започаткувала свято весни, де знайомиться молодь. Тому люди віддячували Нюйві, жертвуючи їй вино.
Нюйві приписується також відновлення космічної рівноваги, порушеної катастрофою, коли зруйнувалися чотири межі землі (за однією з версій, від удару духа води Ґунґуна в гору Бучжоу, коли він програв богу Чжужуну битву за небесний трон). Нюйва розплавила різнокольорові камені і залатала ними дірки у небі, потім відрубала ноги гігантської черепахи Ао (є варіанти, в яких вона сама на це погдилася) і підперла ними небо з чотирьох сторін Землі. Однак, землю не вдалося цілком вирівняти і вона лишилася трохи нахилена. Саме тому річки в Китаї течуть із заходу на схід.
Одночасно Нюйва боролася з водами, що розлилися, намагаючись влаштувати загати з очеретяного попелу, і вбила Чорного дракона (кит. 黑龙, пін. Hēilóng, «Хейлун»), який лякав підземних чудовиськ, змушуючи їх нападати на людей.
Закінчивши полагодження світу, Нюйва народила 10 богів, щоб вони піклувалися про світ. Потім вона піднялася на небо. Інші версії стверджують, що богиня померла від перевтоми, або закрила собою останню дірку в небі, на яку їй не вистачило каменів.

## Культ Нюйви

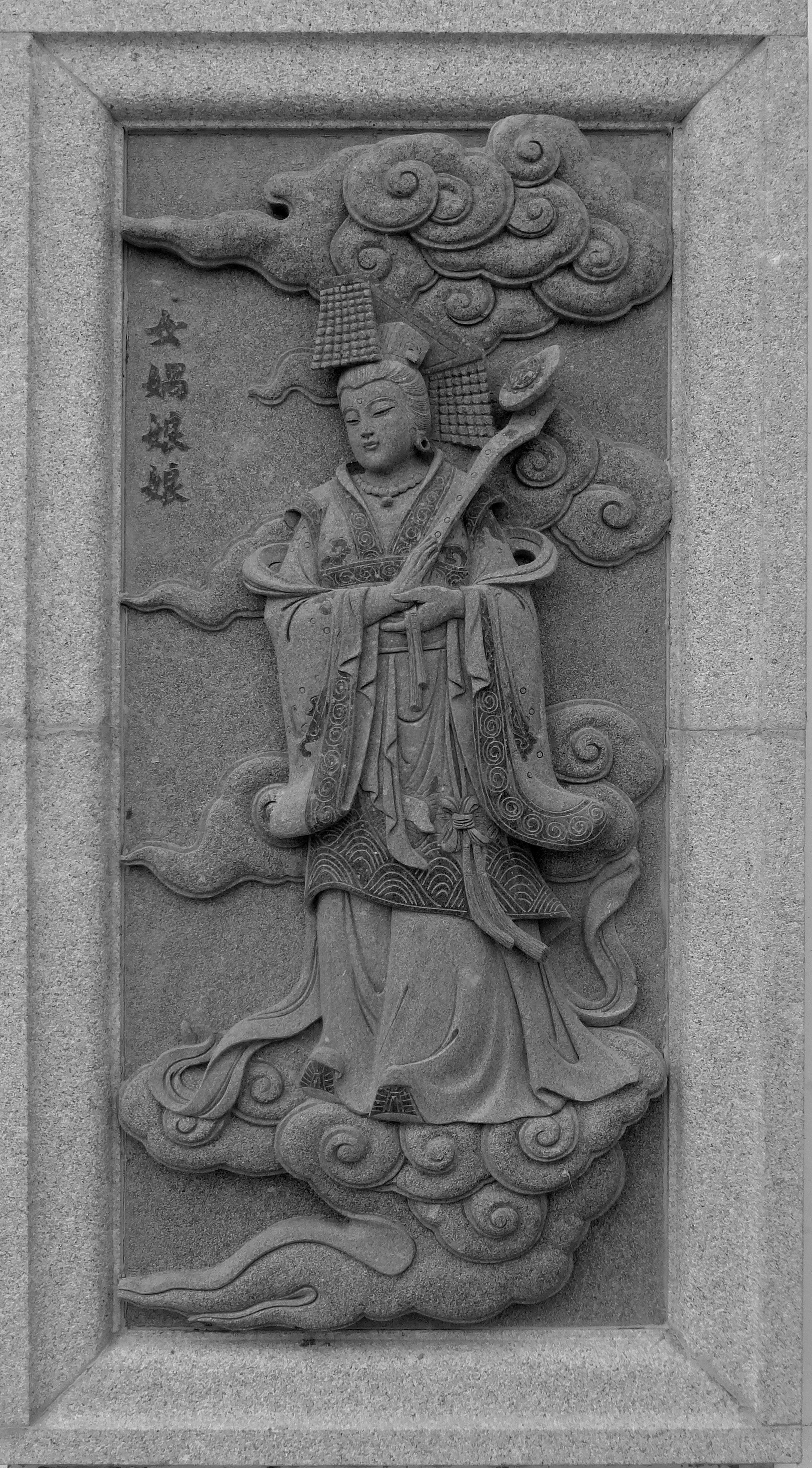
Нюйва на барельєфі як персонажка «Канонізації божеств»

Територія, де первісно вшановувалася Нюйва, розташовувалася у Лояні, провінція Хенань. Є історичні записи про мавзолей Нюйви у провінції Шаньсі. Стародавні китайські імператори проводили там меморіальні служби. Приблизно в десятий день третього місяця за місячним календарем щороку в місцевості досі проводять масштабний храмовий ярмарок і жертвоприношення, які тривають сім днів. Нюйві також приносили жертви, щоб припинити дощ.
За Східної Хань Нюйву почали широко вважати сестрою Фу-сі замість дружини. Підставою для цього було поширене явище, коли вдовуюча імператриця правила країною, або родичі імператриці отримали високі посади.
За династії Цін становище жінок у Китаї було настільки низьким, що навіть поклоніння Нюйві в її мавзолеї вважалося ганебним. Водночас Нюйва була верховним божеством у свідомості багатьох жінок провінції Хенань, і вони були готові порушити правила та бути покараними. Чиновники провінції, виявивши статую богині, спершу хотіли замінити її на чоловіче зображення. Але зрештою вирішили вважати її «стародавнім правителем», щоб поклоніння було виправдане. Про ставлення до Нюйви є писемні свідчення XVIII ст. Поет Чжао І писав: «Є чоловіки з жіночими іменами. Наприклад, імператор Нюйва». А філософ Ван Чжун стверджував, що Нюйва «неправильно» вважається жінкою. Жертвопринесення Нюйві навіть називалися причиною повеней, бо це збільшує енергію інь.
Увага до Нюйви пожвавилася в XXI ст. У 2007 році в районі Ліньтон провінції Шеньсі на північному заході Китаю був заснований Центр культурних досліджень Нюйви для популяризації цієї персонажки та створення присвячених їй туристичних об'єктів. У травні 2007 року у повіті Чжушань центральнокитайської провінції Хубей також відбувся великий фестиваль на честь Нюйви, що коштував 15 % річного доходу провінції. Громадськість, однак, сприйняла його як надмірно дорогий.

## Трактування образу
Ймовірно, культ Нюйви сягає часу, коли відбувався перехід від матріархально-кланового устрою суспільства до патріархально-кланового. Внутрішні шлюби всередині клану (на противагу пізнішій традицій міжкланових шлюбів) лишилися в легендах як зв'язок брата з сестрою. Спадщина передавалася тоді за материнською лінією, тому в стародавніх китайських книгах говориться, що люди «знали лише свою матір, але не свого батька». З цієї причини батько Нюйви та Фу-сі не фігурує в міфах особисто, а є лише його слід. Повені були регулярною проблемою для землеробства, і час створення загат ймовірно призначався згідно з ворожінням, яке виконували жінки. Звідси міф про приборкання Нюйвою потопу, а очеретяний попіл і різнобарвні камені — це інструменти ворожіння. Зміїні риси Нюйви та її брата вказують на походження їхнього культу з півдня (особливо мяо та яо), де було популярне вшанування змій.

## Відзначення

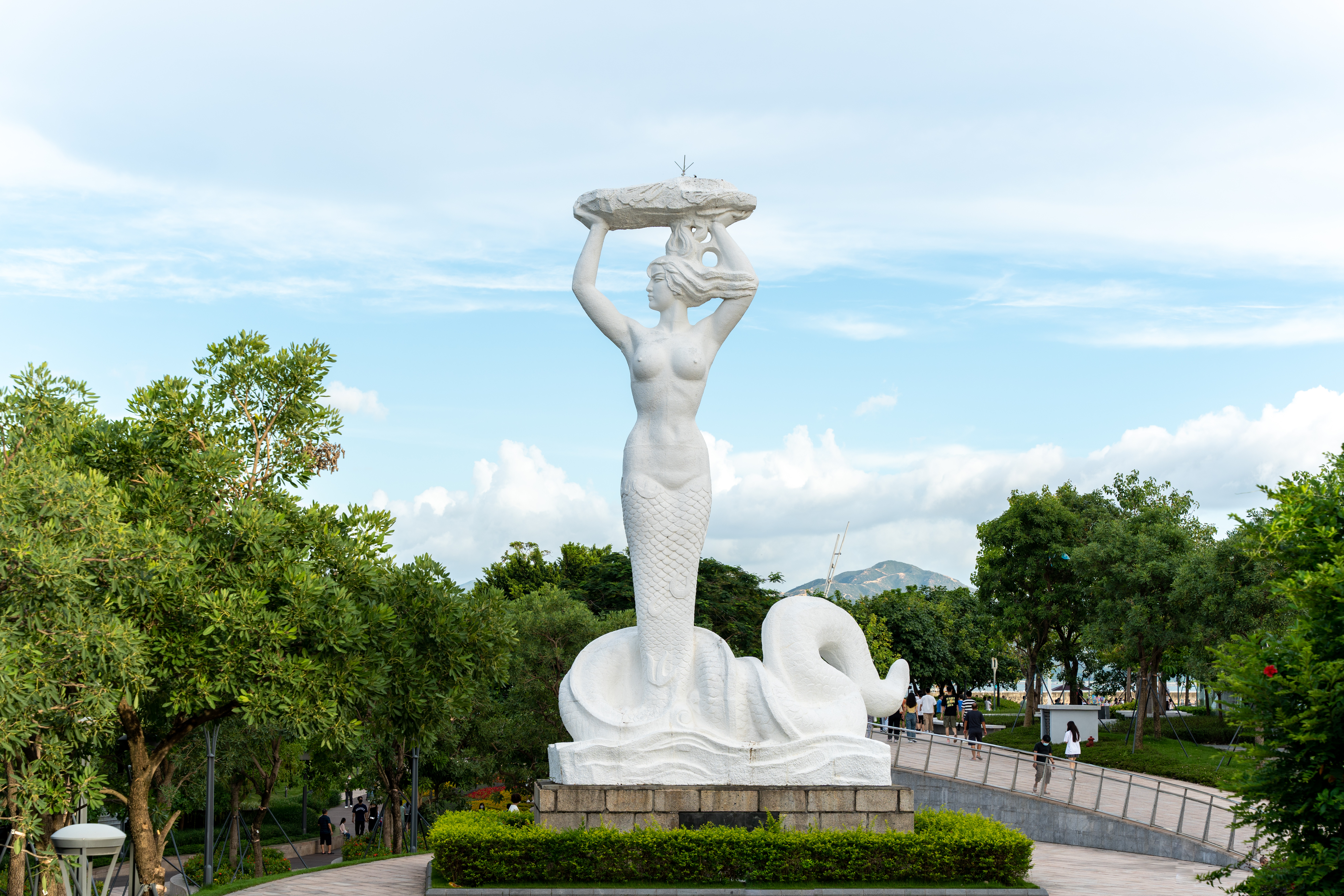
Статуя Нюйви у Шеньчжені

На честь Нюйви названий астероїд 150 Нюйва, відкритий 18 жовтня 1875 американським астрономом Вотсоном в Анн-Арборі.
Монументальна статуя Нюйви, що лагодить небо, встановлена в Шеньчжені 1989 року в туристичному парку «Морський світ». Кампус Модерного коледжу Південно-західного університету в Сіані провінції Шеньсі прикрашають статуї Афіни та Нюйви. Характерно, що в обох однакові обличчя. Бронзові скульптури Нюйви та Фу-сі стоять у Ліньтуні, Сіань.
«Nüwa» — названа на честь богині система життєзабезпечення для гіпотетичного міста на Марсі, спроєктована міжнародною групою дослідників SONet. Містить опис промисловості, інфраструктури, виробництва й постачання енергії та послуг.

## У масовій культурі
Назву «Камінь Нюйви» (女娲石) має один із перших феміністичних романів Китаю, написаний у 1904 році Гаїтян Дусяозі (псевдонім, справжнє ім'я невідоме). Це незавершений текст про жіночу радикальну організацію, що готує дівчат для вбивства високопосадовців.
Нюйва — персонажка різних екранізацій класичного китайського роману «Канонізація божеств» («Лисячий дух Дадзі», «Ліга богів» та ін.) та «Подорожі на Захід». Перше зображення в кіно відбулося в фільмі «Приборкання семи привидів» (1927).
Сюжет DLC Myths of the Eastern Realm (2021) для відеогри Immortals Fenyx Rising базується на міфі, і Нюйві потрібно допомогти в відновленні світового порядку. У Shin Megami Tensei V (2021) Нюйва — одна з ворогів, демониця зі зміїними рисами. У Age of Mythology: Retold — Immortal Pillars (2025) Нюйву можна обрати як покровительку китайців. Її особлива здатність — створення тимчасових, але численних робітників із глини.